# 魏建章
魏建章（1922年—1981年1月），曾用名魏保民，男，河北涞源人，中华人民共和国政治人物。

## 生平
1938年加入中国共产党。先后担任村青救会、青抗先主任、中队长，中共区委执委、组织委员、书记，县分委书记，县委副书记，中共定易涞县委、满城县委、定兴县委书记。1949年，南下，历任中共宣城地委秘书长、中共宣城市委书记兼市长，安徽省委纪律检查委员会第一副书记，中共安徽省委监委副书记兼监察厅厅长、党组书记，中共合肥市委书记，省工交办公室副主任，省委统战部部长。1978年1月至1981年1月，担任安徽省政协副主席。1981年1月，在合肥逝世。